# Patent für das Herzogthum Schleswig, betreff die Amnestie
Das Patent für das Herzogthum Schleswig, betreff die Amnestie vom 10. Mai 1851 war ein dänisches Gesetz, mit dem König Friedrich VII. den meisten Teilnehmern der Schleswig-Holsteinischen Erhebung eine Amnestie anbot. Dieses Gesetz galt für das Herzogtum Schleswig. Die Amnestie für die Teilnehmer der Erhebung im Herzogtum Holstein war das strukturgleiche allerhöchste Patent für das Herzogthum Holstein, betreff die Amnestie vom 29. März 1852. Die spätere Amnestie in Holstein resultierte aus dem späteren Rückerwerb der vollen Souveränität des dänischen Königs über Holstein nach der Erhebung.

## Hintergrund
In den Herzogtümern Schleswig und Holstein kam es im Rahmen der Märzrevolution 1848 zur Schleswig-Holsteinischen Erhebung. Auch wenn die Provisorische Regierung sich bemühte, das Legitimitätsprinzip nicht in Frage zu stellen, so wurde die Erhebung in Dänemark doch als gegen den König gerichteter sezessionistischer Aufruhr bewertet. Bereits Ende 1850 wurden daher im Herzogtum Schleswig 243 Beamte entlassen, darunter ein Viertel der Pastoren und fast alle Lehrer der Lateinschulen. Die meisten von ihnen wurden des Landes verwiesen.
Schleswig blieb nach der Niederschlagung der Erhebung unter dänischer Kontrolle und wurde von einem außerordentlichen Regierungskommissar verwaltet. Holstein wurde durch preußische und österreichische Bundestruppen befriedet, die Schleswig-Holsteinische Armee wurde am 1. April 1851 aufgelöst. Zusätzlich zu den bereits 1850 Entlassenen verließen viele schleswig-holsteinisch gesinnte Beamte und Offiziere der schleswig-holsteinischen Regierung und des Militärs das Land, ein Teil wanderte in die Vereinigten Staaten und nach Australien aus.

## Die Amnestie
Da der deutschsprachige Teil der Bevölkerung des Herzogtums Schleswig zum größten Teil an der Erhebung teilgenommen hatte, hatte sich der überwiegende Teil der Beamtenschaft und der anderen Eliten des Herzogtums nach dänischer Rechtsauffassung strafbar gemacht. Um die weitere Auswanderung der führenden Persönlichkeiten zu stoppen und eine Zusammenarbeit mit den Deutschen im Herzogtum wieder zu ermöglichen, wurde eine Amnestie angeboten. Um das Amnestieangebot anzunehmen, mussten sich die Betroffenen in einem Gesuch an den König wenden.

## Ausnahmen von der Amnestie
Für eine Reihe namentlich genannter Persönlichkeiten der Erhebung galt die Amnestie nicht, darunter die Mitglieder der vormaligen schleswig-holsteinischen Regierung und des vormaligen Schleswigschen Obergerichtes, Bürgermeister und Amtmänner sowie leitende Geistliche.
| Titel/Beruf                                                                                   | Name                                                                 | Ergänzung          | Anmerkung |
| --------------------------------------------------------------------------------------------- | -------------------------------------------------------------------- | ------------------ | --- |
| Herzog                                                                                        | Christian August von Schleswig-Holstein-Sonderburg-Augustenburg      | und dessen Familie | |
| Prinz                                                                                         | Friedrich Emil August von Schleswig-Holstein-Sonderburg-Augustenburg | und dessen Familie | |
| Advocat                                                                                       | Wilhelm Hartwig Beseler                                              |                    | Präsident der provisorischen Regierung                                                                         |
| Mitglied der schleswig-holsteinischen Regierung                                               | Andreas Paul Adolph von Harbou                                       |                    | Bevollmächtigter der provisorischen Regierung für Schleswig                                                    |
| Mitglied der schleswig-holsteinischen Regierung                                               | Paul Henning von Rumohr                                              |                    | gemeint ist Wulf Henning Ernst Wilhelm von Rumohr, Bevollmächtigter der provisorischen Regierung für Schleswig |
| Mitglied des Schleswigschen Obergerichtes, Direktor, Landrat                                  | Friedrich Karl Heinrich von Ahlefeldt                                |                    | |
| Mitglied des Schleswigschen Obergerichtes                                                     | Heinrich Carl Esmarch                                                |                    | |
| Mitglied des Schleswigschen Obergerichtes                                                     | Hans Adolph Bernhard Caspar Kamphovener                              |                    | Hans Adolph Kamphövener (1808–1856)                                                                            |
| Mitglied des Schleswigschen Obergerichtes                                                     | Friedrich Mommsen                                                    |                    | |
| Amtsverwalter und Hausvogt im Weser-Amte Hadersleben                                          | Georg Friedrich von Krogh                                            |                    | |
| Gerichtshalter                                                                                | Andreas Hansen                                                       | in Leck            | Auch Abgeordneter in der Landesversammlung                                                                     |
| Bürgermeister, Polizeimeister und Stadtsekretär in Husum                                      | Reinhard Hermann Ludwig Carl von Kaup                                |                    | |
| Bürgermeister, Polizeimeister und Stadtvogt in Apenrade                                       | Georg Heinrich Leonhardt Schow                                       |                    | |
| Amtmann der Ämter Hütten und Gottorf und Oberdirektor des Flecken Cappeln                     | Friedrich Nikolaus Adam Ludwig Baron von Liliencron                  |                    | Auch Abgeordneter in der Landesversammlung, Stadtoberhaupt von Flensburg                                       |
| Hardesvogt und Reitvogt der Frös- und Kalslund-Harden                                         | Christian August Thomas Bruhn                                        |                    | |
| Propst der Propstei Hütten und Hauptprediger an der Friedrichsberger Kirche in Schleswig      | Nicolaus Johannes Ernst Nielsen                                      |                    | Auch Abgeordneter in der Landesversammlung                                                                     |
| Propst der Propstei Gottorf und Hauptprediger an der Domkirche zu Schleswig                   | Nicolaus Theodor Boysen                                              |                    | Auch Abgeordneter in der Landesversammlung                                                                     |
| Kirchenpropst der Propstei Apenrade und Lügumkloster und Hauptprediger in Apenrade            | Johannes Andreas Rehhoff                                             |                    | |
| Kirchenpropst der Propstei Flensburg und Hauptprediger an der St. Johanniskirche in Flensburg | Hans Friedrich Christian Volquardts                                  |                    | |
| Prediger an der St. Michaeliskirche in Schleswig, Dr.                                         | Michael Baumgarten                                                   |                    | |
| Prediger in Azböll und Gravenstein                                                            | Jörg Brag                                                            |                    | |
| Prediger zu Adelby                                                                            | Lorenz Lorenzen                                                      |                    | Auch Abgeordneter in der Landesversammlung                                                                     |
| Subrector an der Haderslebener Gelehrtenschule, Dr.                                           | Conrad Anton Michelsen                                               |                    | |
| Dr. med & chir.                                                                               | Joseph Alexander Markus                                              | aus Hadersleben    | |
| Dr. med & chir.                                                                               | Napoleon Friedrich August Peter Hansen                               | aus Schleswig      | |
| Landrath                                                                                      | August Detlev von Ahlefeldt                                          | zu Dehe            | |
| Auscultant bei der schleswig-holsteinischen Regierung                                         | Carl Wilhelm von Ahlefeldt                                           |                    | |
| Ober- und Landgerichtsadvocat                                                                 | Jürgen Bremer                                                        |                    | Mitglied der provisorischen Regierung                                                                          |
| Ober- und Landgerichtsadvocat                                                                 | Jakob Guido Theodor Gülich                                           |                    | Auch Abgeordneter in der Landesversammlung und der Frankfurter Nationalversammlung                             |
| Ober- und Landgerichtsadvocat, Dr. jur.                                                       | Carl Friedrich Heiberg                                               |                    | Auch Abgeordneter in der Landesversammlung                                                                     |
| Regierungsrat                                                                                 | Caspar Arnold Gotthold Johann Engel                                  |                    | |
|                                                                                               | Peter Lüders                                                         |                    | |
| Propst des adligen Convents in Preetz                                                         | Friedrich von Reventlou                                              | zu Wittenberg      | Mitglied der provisorischen Regierung und von 1849 bis 1851 Statthalter der Herzogtümer Schleswig und Holstein |
| Kaufmann                                                                                      | Martin Thorsen Schmidt                                               |                    | Mitglied der provisorischen Regierung Schleswig-Holsteins und der Landesversammlung                            |
| Eisenbahndirektor                                                                             | Theodor Olshausen                                                    |                    | Mitglied der provisorischen Regierung Schleswig-Holsteins und der Landesversammlung                            |
| Deputierter in dem vormaligen General-Zollkammer und Commerz-Collegio                         | Carl Philipp Francke                                                 |                    | Mitglied der provisorischen Regierung Schleswig-Holsteins und der Frankfurter Nationalversammlung              |
| Committierte in dem vormaligen General-Zollkammer und Commerz-Collegio                        | Rudolph Schleiden                                                    |                    | Mitglied des Vorparlaments in Frankfurt und des Fünfzigerausschusses                                           |
| Mitglied des vormaligen Schleswigschen Obergerichtes, Landrat                                 | August Detlev von Ahlefeldt                                          | zu Dehe            | |
| Hardesvogt der Cropp-Harde und für Weggerdorf                                                 | Friedrich Carl Ferdinand Jacobsen                                    |                    | |
| der Ober- und Landgerichts-Advocat                                                            | Hans Reimer Claussen                                                 |                    | Mitglied der Frankfurter Nationalversammlung und der Landesversammlung                                         |